# Odontocera poecilopoda
Odontocera poecilopoda är en skalbaggsart som beskrevs av White 1855. Odontocera poecilopoda ingår i släktet Odontocera och familjen långhorningar.
Artens utbredningsområde är:
- Guyana.
- Panama.

Inga underarter finns listade i Catalogue of Life.